# Foluke Gunderson
Foluke Atinuke Gunderson  (née Akinradewo) est une joueuse de volley-ball américaine née le 5 octobre 1987 à London (Canada). Elle mesure 1,91 m et joue au poste de centrale. Elle totalise 191 sélections en équipe des États-Unis.

## Biographie
Avec l'équipe des États-Unis de volley-ball féminin, elle est médaillée d'argent olympique en 2012 à Londres. Elle a également porté les nationalités nigériane, canadienne et américaine.

## Clubs
| Club                       | De        | À         |
| -------------------------- | --------- | --------- |
| Stanford University        | 2005-2006 | 2007-2008 |
| USA National Team          | 2009-2010 | 2009-2010 |
| Toyota Auto Body Queenseis | 2010-2011 | 2010-2011 |
| Dinamo Krasnodar           | 2011-2012 | 2011-2012 |
| Rabita Bakou               | 2012-2013 | 2014-2015 |
| VBC Voléro Zurich          | 2015-2016 | 2016-2017 |
| Hisamitsu Springs          | 2017-2018 | 2018-2019 |
| Hisamitsu Springs          | 2020-2021 | 2021-2022 |

## Palmarès

### Équipe nationale
- Jeux Olympiques
  -  2012 à Londres.
  -  2016 à Rio de Janeiro.
- Championnat du monde
  - Vainqueur : 2014.
- Grand Prix mondial
  - Vainqueur : 2010, 2011, 2015.
  - Finaliste : 2016.
- Coupe du monde
  - Finaliste : 2011.
- Championnat d'Amérique du Nord
  - Vainqueur : 2011, 2015.

### Clubs
- Championnat du monde des clubs
  - Finaliste : 2012.
- Ligue des champions
  - Finaliste : 2013.
- Championnat d'Azerbaïdjan
  - Vainqueur : 2013, 2014, 2015.
- Coupe de Suisse
  - Vainqueur : 2016, 2017.
- Championnat de Suisse
  - Vainqueur : 2016.
- Supercoupe de Suisse
  - Vainqueur : 2016.

### Distinctions individuelles
- Grand Prix Mondial de volley-ball 2010 : Meilleure contreuse et MVP.
- Jeux olympiques d'été de 2016: Meilleure centrale[3].
- Championnat du monde des clubs de volley-ball féminin 2016 : Meilleure centrale[4].